# Roland TR-909

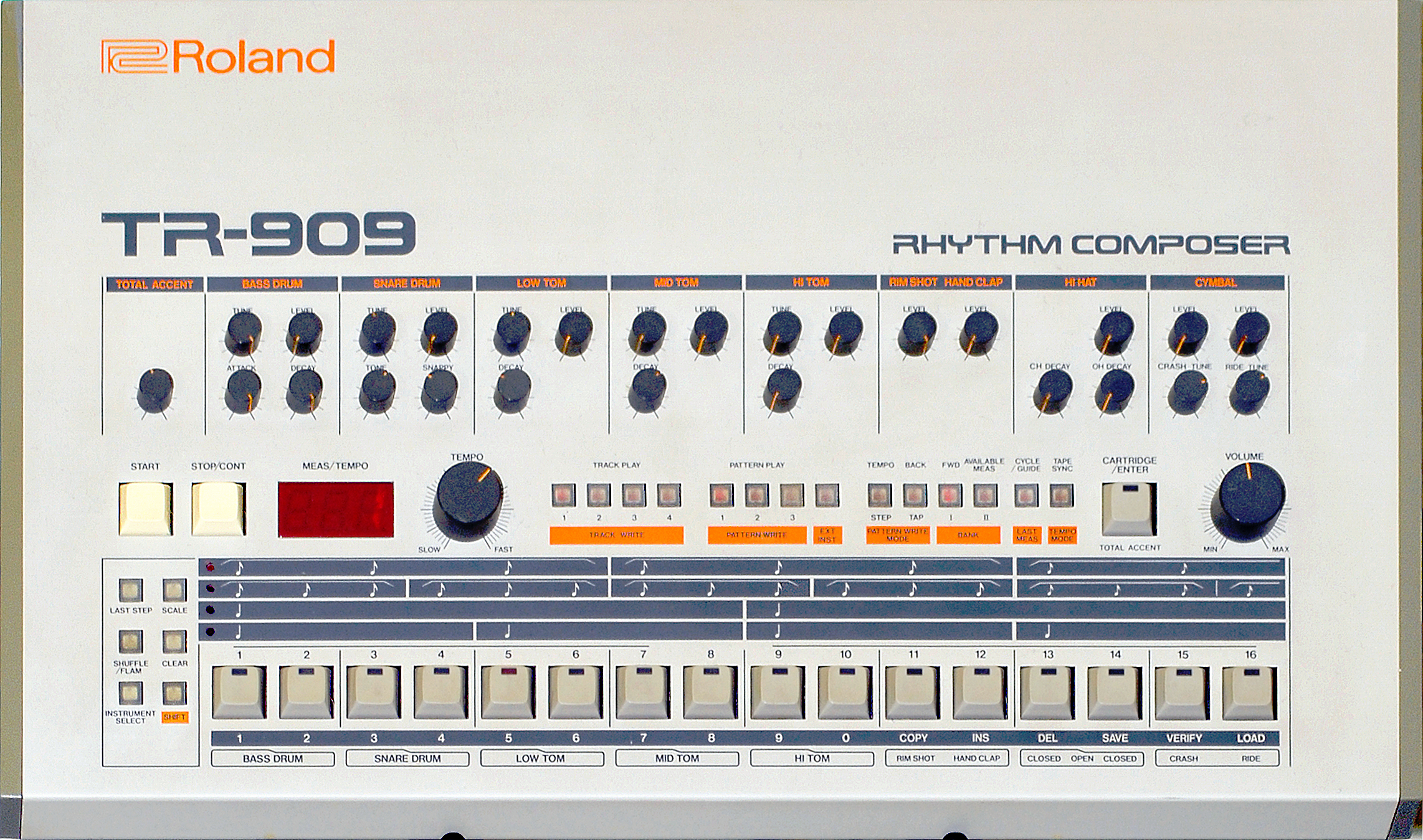
Roland TR-909

Der Roland TR-909 Rhythm Composer, kurz 909, ist ein Drumcomputer der japanischen Firma Roland. Er wurde in einer Auflage von etwa 10.000 Stück von 1983 bis 1984 hergestellt. Das Gerät löste den 1980 erschienenen Roland TR-808 ab, beide Geräte erlangten im Laufe der 1980er Jahre Kultstatus. 

## Technik
Anders als bei der TR-808 basiert die Klangsynthese bei der TR-909 nicht allein auf dem analogen Verfahren der subtraktiven Synthese, sondern zusätzlich auf digital aufgenommenen Samples. Als sie auf den Markt kam, hatten die ersten rein auf Samples basierenden Drumcomputer wie die 1980 erschienene Linn LM-1 oder die LinnDrum (1982) begonnen, den analogen Geräten Konkurrenz zu machen. Die TR-909 vereinigte beide Techniken, indem sie zum Beispiel die Bass Drum, Snare und Toms analog erzeugte, für Hi-Hat und das Ride-Becken dagegen ein aufgenommenes 6-Bit-Sample verwendete.
Neu gegenüber der TR-808 war auch die MIDI-Schnittstelle. Daten konnte man entweder auf Compact Cassette oder Flash-Steckmodulen speichern.
Folgende Klänge standen zur Verfügung:
- Analog: Bass Drum, Snare Drum, Low/Mid/High Tom, Rim Shot, Handclap
- Samples (digital): Open/Closed Hi-Hat, Crash und Ride

## Musikalische Verbreitung und Einfluss
Mit ihrem im Vergleich zur 808 härteren und mittenbetonteren Klang hat die TR-909 die Klangästhetik von House und Techno maßgeblich und nachhaltig beeinflusst; so „prägte der synthetische Klang der Roland TR-909 House und Techno wie keine zweite Drummachine“. Sie ist in unzähligen Stücken der elektronischen Tanzmusik zu hören. Sie wurde unter anderem von Inner City (Good Life), Frankie Knuckles (The Whistle Song), Jeff Mills (The Bells), Technotronic (Pump Up The Jam), Daft Punk (Revolution 909), aber auch von Madonna (Vogue), Björk (Hunter) oder Phil Collins (Take Me Home) eingesetzt.
Die 909 genießt einen ähnlichen, wenn auch nicht ganz so hohen Kultstatus wie die Roland TR-808 und die Roland TB-303. Originale Geräte sind heiß begehrte und auf dem Gebrauchtmarkt zu Höchstpreisen gehandelte Raritäten.

## Nachfolger
Im Herbst 2016 brachte Roland im Rahmen der Boutique-Reihe mit der TR-09 eine Neuauflage der TR-909 heraus, die sich in Funktion und Aussehen an das Original anlehnt und mittels einer „Analog Circuit Behaviour“ genannten Technologie das Klangverhalten der analogen 909 mittels Software-Emulation in einem digitalen Chip nachzubilden versucht. Auch die 2014 erschienene Roland TR-8 sowie ihr 2018 erschienener Nachfolger Roland TR-8S verfügen über die mit Hilfe dieser Technologie erzeugten Klänge der 909. Die TR-8S bietet zusätzlich verschiedene, in der elektronischen Musik verwendete Variationen dieser Klänge, genannt Distorted, Low und Attack, ohne dass herzu ein Effektgerät eingeschleift werden muss. Die 909 ist einer der Synthesizer der seit seinem Erscheinen am häufigsten geklont wurde. Unter den Firmen, die die Maschine nachgebaut haben, sind Behringer (Tontechnikhersteller), Steda Electronics oder Nava. Im Frühjahr 2020 wurde von Din Sync die erste baugleiche Replika (RE-909) als DIY-Baukasten angekündigt.